# Oficina salitrera Victoria
Victoria fue una oficina salitrera ubicada a 115 km al sureste de la ciudad de Iquique en el norte de Chile. Fue construida entre los años 1941 y 1944 en el emplazamiento ocupado anteriormente por las oficinas Brac y Franka.
Comenzando a funcionar en 1945, la oficina utilizó el sistema productivo Krystal, similar, pero no igual al sistema Guggenheim de oficinas Pedro de Valdivia y María Elena. Fue construida por la Compañía Salitrera de Tarapacá y Antofagasta (Cosatán), alcanzando su máximo rendimiento productivo entre 1954 y 1955, luego de lo cual comenzó a decaer.
En su periodo de apogeo, la oficina Victoria producía 150 mil toneladas métricas de nitrato, además de contar con más de 2.000 trabajadores. Junto a sus familias y otros habitantes, funcionarios públicos, profesionales y comerciantes, conformaban una pequeña ciudad de 9.000 habitantes que contaba con diversos servicios para su población, tales como: un hospital, un mercado, una piscina pública, un Teatro, instalaciones deportivas (un estadio), escuelas, un retén de Carabineros, una oficina de Correos, una estación de radio; así como, organizaciones sociales, clubes deportivos, conjuntos musicales, una brigada de Bomberos, entre otras cosas.
A raíz de sus problemas financieros, en 1960, la CORFO intervino la administración de la oficina, con el objetivo de mantenerla funcionando, para lo cual se crea la empresa ESAVI como filial. En 1968 la empresa se fusiona con la Empresa Salitrera Anglo Lautaro (que controlaba María Elena y Pedro de Valdivia), dando lugar a Soquimich.
El aumento progresivo de los costos de operación obligó a Soquimich el cierre de la actividad minera en Victoria en 1979, deteniéndose sus actividades el día 31 de octubre. Siendo la última oficina salitrera de la Región de Tarapacá en cesar sus funciones. Actualmente, tanto la oficina salitrera se encuentran abandonada y el pueblo que surgió en torno a ella redujo su población drásticamente, la cual sobrevive gracias al servicio de posadas, comercio y restaurant que ofrece a los camioneros que transitan la ruta Panamericana Norte. Esta reconversión que impidió el total despoblamiento se explica debido a la ubicación geográfica de Victoria a medio camino entre Pozo Almonte y Quillagua en medio de una ruta desértica donde fuera de estos dos puntos separados por más de 200Km no existe otro lugar en la carretera para cubrir fines alimenticios y de descanso.